# Dia do Jornalista
O Dia do Jornalista é uma data comemorativa brasileira celebrada no dia 7 de abril. Foi instituída pela Associação Brasileira de Imprensa em 1931, em homenagem ao médico e jornalista Giovanni Battista Líbero Badaró, morto por inimigos políticos em 1830. Nos Estados Unidos, é celebrado no dia 8 de agosto,  na China, no dia 8 de novembro, na Colômbia, no dia 9 de fevereiro, na Argentina, no dia 7 de junho, e no Uruguai, no dia 23 de outubro. A data difere-se do Dia Internacional da Solidariedade ao Jornalista, que é comemorado no dia 8 de setembro.
A data foi criada como uma forma de legitimar a atuação e assegurar os direitos dos jornalistas. Porém, mais recentemente, virou uma forma de fazer denúncias contra as ataques e agressões aos profissionais.

## No Brasil
Libero Badaró era um famoso oposicionista de Dom Pedro I, que criou o Observatório Constitucional, jornal que era constantemente censurado pelo monarca. A morte do jornalista alimentou ainda mais a crise institucional contra Dom Pedro, que levou a sua renúncia no dia 7 de abril de 1831, data escolhida pela ABI para a celebração. A data também faz referência a própria fundação da ABI, criada em 7 de abril de 1908.